# Marlene Bojer
Marlene Bojer (* 18. März 1993 in München) ist eine ehemalige deutsche Synchronschwimmerin.

## Sportliche Karriere
Marlene Bojer begann 1999 mit dem Synchronschwimmen. Sie gehörte zu den Isarnixen in der SG Stadtwerke München. Im Einzel war sie 2011 und 2014 Zweite der Deutschen Meisterschaften, jeweils hinter Kyra Felßner aus Bochum. Von 2015 bis 2019 war Bojer deutsche Meisterin im Einzel. Von 2017 bis 2019 siegte sie darüber hinaus im Duett mit Daniela Reinhardt. Von 2017 bis 2019 waren die Isarnixen auch Siegerinnen in der Mannschaftswertung. Die Siegermannschaft von 2017 bestand aus Marlene Bojer, Daniela Reinhardt, Justine Seibert, Veronika Sepp, Mona Schmid, Patricia Fritz, Miriam Abrangao, Nina Glander, Solene Guisard und Isabella Zillner.
Von 2009 bis zu ihrem Karriereende 2023 war Marlene Bojer Mitglied der deutschen Nationalmannschaft. Bei den Weltmeisterschaften 2009 in Rom wurde sie mit der Mannschaft 13. in der Kombinationswertung. Sechs Jahre später wurde Bojer bei den Weltmeisterschaften 2015 in Kasan 17. im freien Solo-Programm. 2016 bei den Europameisterschaften in London belegte die deutsche Mannschaft den neunten Platz in der Kombinationswertung. 2017 bei den Weltmeisterschaften in Budapest wurde die deutsche Mannschaft 13. in der Kombinationswertung. Bojer belegte den 16. Platz im freien Soloprogramm. 2018 bei den Europameisterschaften in Glasgow war der achte Platz in der Mannschaftskombination die beste Platzierung. 2019 bei den Weltmeisterschaften in Gwangju belegte Bojer den 14. Platz im technischen Soloprogramm, im freien Soloprogramm wurde sie 15.
Nach der Unterbrechung des Wettkampfkalenders durch die COVID-19-Pandemie erreichte Bojer bei den Weltmeisterschaften 2022 in Budapest den zehnten Platz im freien Soloprogramm und den elften Platz im technischen Solo. Bei den Europameisterschaften in Rom wurde die deutsche Mannschaft Vierte im freien Programm. Zusammen mit Michelle Zimmer wurde sie Fünfte im freien Duett. Im freien Solo erreichte sie den siebten Platz. 2023 bei den Europaspielen 2023 wurde das Synchronschwimmen in Oświęcim ausgetragen. In der freien Teamwertung wurde die deutsche Mannschaft Siebte. Im Mixed-Team belegte die deutsche Mannschaft den zweiten Platz. Bei den Weltmeisterschaften in Fukuoka belegte Bojer den 23. Platz im freien Soloprogramm. In der freien Teamwertung wurde sie mit der deutschen Mannschaft 15., in der Akrobatik-Teamwertung Neunte.